# Turković Kutjevski
Turković (Turkovich) hrvatska je plemićka obitelj iz Kutjeva. Braći Turković, Petru Draganu i Milanu, austrijski car Franjo Josip I. dodijelio je barunat 1911. godine s pridjevom Kutjevski.

## Obiteljska povijest
Turkovići su podrijetlom iz Kraljevice gdje su se bavili trgovinom. Ivan Matija Turković bavio se trgovinom lijesa i proizvodima od drveta, a  kasnije je bio brodovlasnik i posjednik. Prema svom položaju i obrazovanju bio je 30 godina papinskim konzulom, a za vrijeme francuske vlasti (1809. – 1812.) bio je načelnik Kraljevice i Bakra. Imao je tri sina koji su se zvali Andrea Francesco (umro 1843.), Ivan Nepomuk (rođen 1796.) i Vjenceslav.
Vjenceslav Turković je iz Kraljevice prešao u Karlovac. Trgovao je drvom i žitom, a posjedovao je i vlastite brodove. Tamo je 1858. godine s Franjom Türkom osnovao kompaniju Turković-Türk, koja je djelovala do 1886. godine. Njegova dva sina, Petar Dragan i Milan, nastavili su gospodarske i trgovačke djelatnosti. Vjenceslav je 1882. godine kupio Kutjevačko dobro na dražbi koju je raspisala Zemaljska vlada. Tijekom šezdeset i tri godine (1882. – 1945.) obitelj Turković podigla je Kutjevačko dobro i dovela ga do najvećega procvata. Kutjevo postaje poznato u vinogradarskim i vinarskim krugovima u svijetu. Podižu velike vinograde i voćnjake (plantaža Draganlug tada najveća u Europi), dovode stručnu radnu snagu i unapređuju uzgoj vinove loze i podrumarstvo te mijenjaju navike i praksu lokalnoga stanovništva.
Petar Dragan je u Zagrebu osnovao Zagrebačku pivovaru, a bio je i predsjednik Hrvatske eskomptne banke, kao i veliki župan Zagrebačke županije. Njegovi sinovi, Vladimir, Davorin i Velimir, osnovali su 1919. godine u Zagrebu Banku braće Turković. Banka je likvidirana poslije Drugog svjetskog rata.

## Članovi obitelji
Neki od poznatih članova obitelji Turković:
- Vjenceslav (1826. – 1902.)[10]
  - Ljuboslava; udala se za Milana Krešića s kojim je imala dvoje djece: Miru i Milana.
  - Ivan; imao je sinove Zlatka i Milivoja, te kćer Ivanu.
  - barun Petar Dragan (1855. – 1916.)[11]
    - barun Vladimir (1878. – 1951.); imao je kćeri Darinku i Mariju.
    - barun Davorin (1883. – 1944.)
      - Petar (1921. – 1996.)
        - Petar (r. 1957.); kćeri Nika i Kiara

      - Nikola (1923. – 2021.)

    - barun Velimir (1894. – 1939.)

  - barun Milan (1857. – 1937.)[12]
    - barun Zdenko (1892. – 1968.);[13][14] imao je kćer Kseniju.
    - barun Fedor (1894. – 1946.)
      - Milan (r. 1939.)

  - Jelka; udala se za dr. Eugena Winklera s kojim je imala kćeri: Ivanu, Željku i Olgu.

Ostali članovi
- Greta Turković, Zdenkova druga supruga

## Spomen i baština
- Selo Milanlug, u sastavu općine Čaglin, dobilo je ime po Milanu Turkoviću.[1]
- Selo Draganlug, u sastavu današnje općine Čaglin, dobilo je ime po Petru Draganu Turkoviću.
- Selo Zdenkovac, u sastavu današnje općine Čaglin, dobilo je ime po Zdenku Turkoviću.[1]
- Osnovna škola u Kutjevu nosi ime po Zdenku Turkoviću.[15]
- Dvije ulice nose ime po Zdenku Turkoviću, nalaze se u Kutjevu i Požegi.
- Ulica Grete Turković-Srića, nalazi se u zagrebačkoj gradskoj četvrti Sesvete.

## Vanjske poveznice
- HR-DAZG-1006 – Obitelj Turković (fond)
- HR-DAZG-1006 Obitelj Turković